# Mark Gregory
Mark Gregory, właściwie Marco Di Gregorio (ur. 2 maja 1964 w Rzymie, zm. 31 stycznia 2013 w Castel Madama) – włoski aktor filmowy.

## Kariera
Pracował w sklepie obuwniczym, zanim został odkryty w siłowni w Rzymie. Pojawił się w telewizyjnym biograficznym dramacie muzycznym Tęcza (Rainbow, 1978) z udziałem Michaela Parksa, Dona Murraya, Rue McClanahan, Martina Balsama i Piper Laurie. Po tym jak jego narzeczona wysłała jego zdjęcie do Fulvia Film, mając 17 lat pokonał ok. 2000 kandydatów ubiegających się o rolę Trasha w thrillerze science fiction 1990: Wojownicy Bronksu (1990: I guerrieri del Bronx, 1982) u boku Christopher Connelly i Freda Williamsona. W filmie Adam i Ewa: Pierwsza historia miłości (Adamo ed Eva, la prima storia d'amore, 1983) zagrał postać biblijnego Adama. Wystąpił w filmie sensacyjnym Delta Force Commando (1988) z Fredem Williamsonem.

## Wybrana filmografia
- 1978: Rainbow (TV)
- 1982: 1990: I guerrieri del Bronx jako Trash
- 1983: Adamo ed Eva, la prima storia d'amore jako Adam
- 1983: Fuga dal Bronx jako Trash
- 1983: Thunder jako Thunder
- 1987: Delta Force Commando
- 1987: Thunder 2 jako Luis 'Thunder' Martinez
- 1988: Missione finale jako Jason
- 1988: Thunder 3 jako Thunder
- 1988: Un maledetto soldato jako Mark
- 1989: L'ultimo bus di guerra jako Johnny Hondo